# Until Now
Until Now en  español: {Hasta ahora} es el segundo álbum compilatorio de la agrupación sueca de música electrónica, Swedish House Mafia. Fue lanzado el 23 de octubre de 2012 y será el último álbum del trío antes de su receso, donde seguirán trabajando en proyectos por separado.

## Contenido
Este álbum contiene una colección única de temas originales, remezclas, colaboraciones exclusivas, clásicos de las pistas de baile y producciones en solitario de cada uno de los miembros de Swedish House Mafia. Incluye entre sus temas más destacados su último single, Don't You Worry Child  que se estrenó ante 65.000 personas en su actuación de despedida de la banda realizada en junio de 2012 en el Reino Unido en su concierto en el Milton Keynes Bowl. Entre ellos, se encuentra el “Every Teardrop Is a Waterfall” de Coldplay remezclado por la misma Swedish House Mafia, y los ya auténticos himnos globales “Calling”, “In My Mind”, “Lights” (de Steve Angello junto al dúo inglés Third Party) y la remezcla exclusiva que hacen los suecos del tema “Euphoria” de Usher además de otros temas inéditos hasta el momento.

## Listado de canciones
| Versión mezclada | |          |  |
| N.º              | Título | Duración |  |
| 1.               | «Swedish House Mafia – Greyhound»                                                                                          | 4:10     |  |
| 2.               | «Hard Rock Sofa & Swanky Tunes – Here We Go»                                                                               | 2:31     |  |
| 3.               | «Ivan Gough & Feenixpawl feat. Georgi Kay – In My Mind» (Axwell Remix)                                                     | 4:35     |  |
| 4.               | «Sebastian Ingrosso & Alesso feat. Ryan Tedder – Calling (Lose My Mind)»                                                   | 4:00     |  |
| 5.               | «Nari & Milani / Axwell, Ingrosso, Angello & Laidback Luke feat. Deborah Cox – Atom/Leave The World Behind» (A cappella)   | 3:02     |  |
| 6.               | «Swedish House Mafia & Knife Party – Antidote»                                                                             | 2:53     |  |
| 7.               | «Dirty South & Those Usual Suspects feat. Erik Hecht/Swedish House Mafia vs Tinie Tempah – Walking Alone/Miami 2 Ibiza»    | 4:09     |  |
| 8.               | «Michael Calfan / Coldplay – Resurrection (Axwell Mix) / Paradise» (A cappella)                                            | 3:37     |  |
| 9.               | «Miike Snow – The Wave» (Thomas Gold Remix)                                                                                | 3:25     |  |
| 10.              | «Steve Aoki feat. Wynter Gordon / Thomas Gold / Red Carpet – Ladi Dadi (Tommy Trash Remix)/Sing 2 Me/Alright» (A cappella) | 4:09     |  |
| 11.              | «Pendulum – The Island» (Steve Angello, AN21 and Max Vangeli Remix)                                                        | 3:01     |  |
| 12.              | «Steve Angello & Third Party – Lights»                                                                                     | 3:31     |  |
| 13.              | «Alesso vs. Sandro Silva & Quintino – Raise Your Head / Epic»                                                              | 3:16     |  |
| 14.              | «Hardwell / Arty, Matisse & Sadko / Adrian Lux – Three Triangles/Trio/Teenage Crime»                                       | 3:16     |  |
| 15.              | «Sebastian Ingrosso & Tommy Trash – Reload»                                                                                | 3:54     |  |
| 16.              | «Usher – Euphoria» (Swedish House Mafia Extended Dub)                                                                      | 3:27     |  |
| 17.              | «Swedish House Mafia feat. John Martin – Don't You Worry Child»                                                            | 3:57     |  |
| 18.              | «M-3OX feat. Heidrun vs. The Temper Trap – Beating Of My Heart (Matisse & Sadko Remix) /Sweet Disposition» (A cappella)    | 3:50     |  |
| 19.              | «Coldplay vs Swedish House Mafia – Every Teardrop Is a Waterfall»                                                          | 4:39     |  |
| 20.              | «Florence and the Machine vs. Swedish House Mafia – One / You've Got the Love» (Mark Knight Remix)                         | 4:24     |  |
| 21.              | «Axwell / Swedish House Mafia – Heart Is King / Save the World» (Knife Party Remix)                                        | 2:06     |  |
| 22.              | «Swedish House Mafia – Save the World» (Original Mix)                                                                      | 2:35     |  |
| 23.              | «Swedish House Mafia vs Ferry Corsten – Punk (Arty Remix) / Save the World» (A cappella)                                   | 1:15     |  |

### Versión sin mezclar
| Un-mixed (iTunes bonus version) |                                                          |                                                                   |          |  |
| N.º                             | Título                                                   | Artista                                                           | Duración |  |
| 1.                              | «Until Now» (Continuous DJ Mix)                          | Swedish House Mafia                                               | 1:19:56  |  |
| 2.                              | «Greyhound»                                              | Swedish House Mafia                                               | 6:50     |  |
| 3.                              | «Here We Go»                                             | Hard Rock Sofa and Swanky Tunes                                   | 6:01     |  |
| 4.                              | «In My Mind» (Axwell Mix)                                | Ivan Gough and Feenixpawl featuring Georgi Kay                    | 6:39     |  |
| 5.                              | «Calling (Lose My Mind)» (Extended Club Mix)             | Sebastian Ingrosso and Alesso featuring Ryan Tedder               | 6:13     |  |
| 6.                              | «Atom»                                                   | Nari and Milani                                                   | 5:35     |  |
| 7.                              | «Leave the World Behind»                                 | Axwell, Ingrosso, Angello and Laidback Luke featuring Deborah Cox | 6:51     |  |
| 8.                              | «Antidote» (Radio Edit)                                  | Swedish House Mafia and Knife Party                               | 2:59     |  |
| 9.                              | «Walking Alone»                                          | Dirty South and Those Usual Suspects featuring Erik Hecht         | 5:50     |  |
| 10.                             | «Miami 2 Ibiza» (Clean Radio Edit)                       | Swedish House Mafia featuring Tinie Tempah                        | 2:56     |  |
| 11.                             | «Resurrection» (Axwell's Recut Club Version)             | Michael Calfan                                                    | 4:58     |  |
| 12.                             | «Paradise»                                               | Coldplay                                                          | 4:40     |  |
| 13.                             | «The Wave» (Thomas Gold Remix Edit)                      | Miike Snow                                                        | 3:23     |  |
| 14.                             | «Ladi Dadi» (Tommy Trash Remix)                          | Steve Aoki featuring Wynter Gordon                                | 5:15     |  |
| 15.                             | «Sing2Me»                                                | Thomas Gold                                                       | 7:02     |  |
| 16.                             | «Alright»                                                | Red Carpet                                                        | 6:42     |  |
| 17.                             | «The Island» (Steve Angello, AN21 and Max Vangeli Remix) | Pendulum                                                          | 6:40     |  |
| 18.                             | «Lights»                                                 | Steve Angello and Third Party                                     | 5:08     |  |
| 19.                             | «Raise Your Head»                                        | Alesso                                                            | 5:51     |  |
| 20.                             | «Epic»                                                   | Sandro Silva and Quintino                                         | 5:57     |  |
| 21.                             | «Three Triangles»                                        | Hardwell                                                          | 7:18     |  |
| 22.                             | «Trio»                                                   | Arty, Matisse and Sadko                                           | 5:41     |  |
| 23.                             | «Teenage Crime»                                          | Adrian Lux                                                        | 6:05     |  |
| 24.                             | «Reload»                                                 | Sebastian Ingrosso and Tommy Trash                                | 6:02     |  |
| 25.                             | «Euphoria» (Swedish House Mafia Extended Dub)            | Usher                                                             | 4:55     |  |
| 26.                             | «Don't You Worry Child» (Radio Edit)                     | Swedish House Mafia featuring John Martin                         | 3:33     |  |
| 27.                             | «Beating of My Heart» (Matisse and Sadko Instrumental)   | M-3ox featuring Heidrun                                           | 6:30     |  |
| 28.                             | «Sweet Disposition»                                      | The Temper Trap                                                   | 3:53     |  |
| 29.                             | «Every Teardrop Is a Waterfall»                          | Coldplay vs. Swedish House Mafia                                  | 6:48     |  |
| 30.                             | «You Got the Love» (Mark Knight Remix)                   | Florence and The Machine                                          | 8:08     |  |
| 31.                             | «One» (Radio Edit)                                       | Swedish House Mafia                                               | 2:50     |  |
| 32.                             | «Heart Is King» (Original Mix)                           | Axwell                                                            | 6:55     |  |
| 33.                             | «Save the World» (Knife Party Remix)                     | Swedish House Mafia                                               | 5:14     |  |
| 34.                             | «Save the World» (Radio Mix)                             | Swedish House Mafia                                               | 3:33     |  |
| 35.                             | «Punk» (Arty Rock-n-Rolla Mix)                           | Ferry Corsten                                                     | 6:28     |  |
| 36.                             | «Save the World» (Video musical)                         | Swedish House Mafia                                               | 3:31     |  |
| 37.                             | «Antidote» (Video musical)                               | Swedish House Mafia                                               | 3:38     |  |

## Posicionamiento
| País           | Lista (2012)                     | Mejor posición |
| -------------- | -------------------------------- | -------------- |
| Alemania       | German Albums Chart              | 26             |
| Australia      | Australian Albums Chart          | 12             |
| Austria        | Austrian Albums Chart            | 10             |
| Bélgica        | Belgian Albums Chart (Flandes)   | 6              |
| Bélgica        | Belgian Albums Chart (Valonia)   | 12             |
| Canadá         | Canadian Albums Chart            | 7              |
| Dinamarca      | Danish Albums Chart              | 21             |
| España         | Spanish Compilation Albums Chart | 3              |
| Estados Unidos | Billboard 200                    | 14             |
| Estados Unidos | Dance/Electronic Albums          | 1              |
| Irlanda        | Irish Compilation Chart          | 1              |
| Nueva Zelanda  | New Zealand Albums Chart         | 29             |
| Países Bajos   | Dutch Albums Chart               | 6              |
| Reino Unido    | UK Compilation Chart             | 1              |
| Suecia         | Swedish Albums Chart             | 3              |
| Suiza          | Swiss Music Charts               | 7              |